# Serica satrapa
Serica satrapa är en skalbaggsart som beskrevs av Dawson 1947. Serica satrapa ingår i släktet Serica och familjen Melolonthidae. Inga underarter finns listade i Catalogue of Life.